# Ledger Art

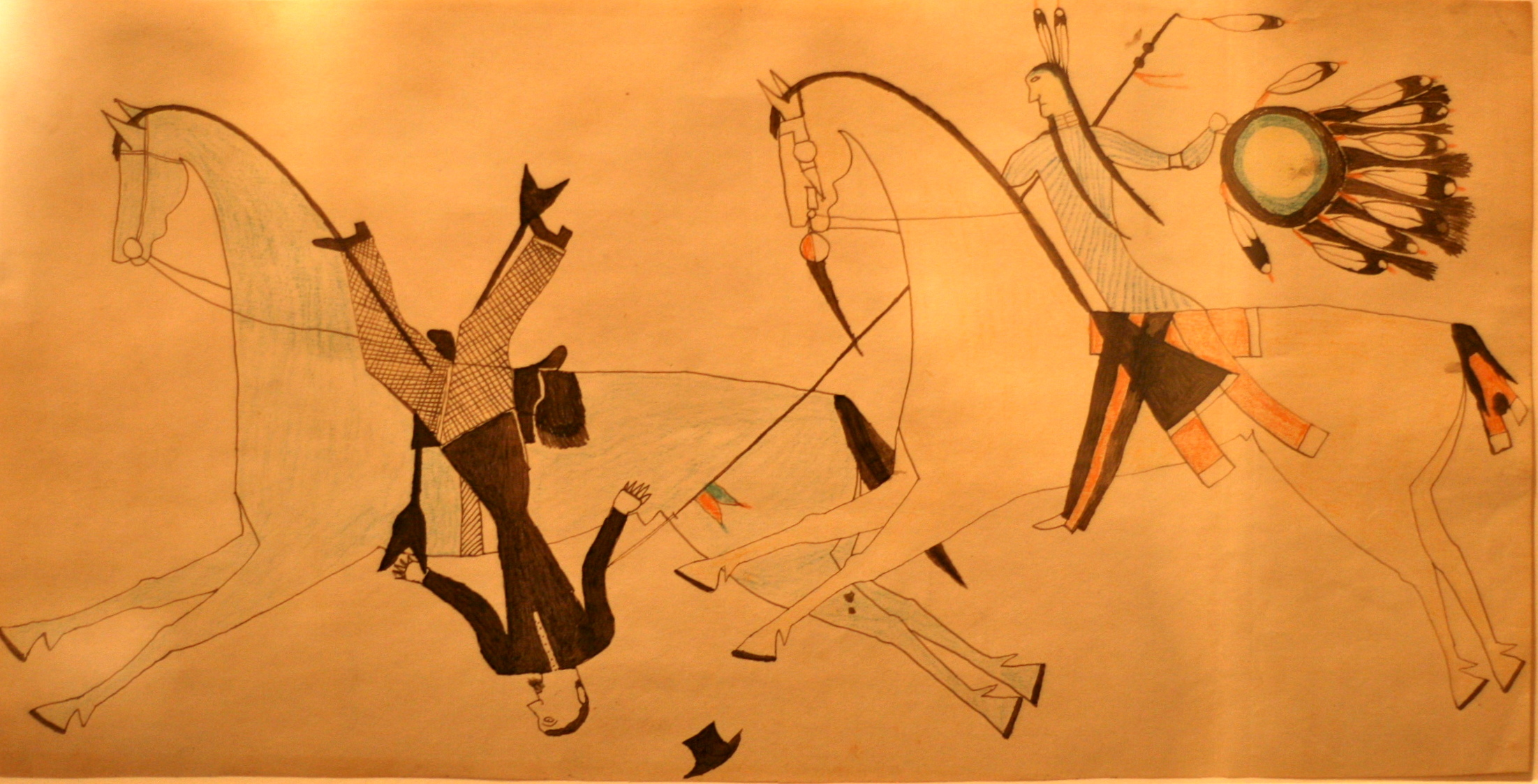
Anonymus, vermutlich Cheyenne, ca. 1890, Tinte und Kreide (Brooklyn Museum)

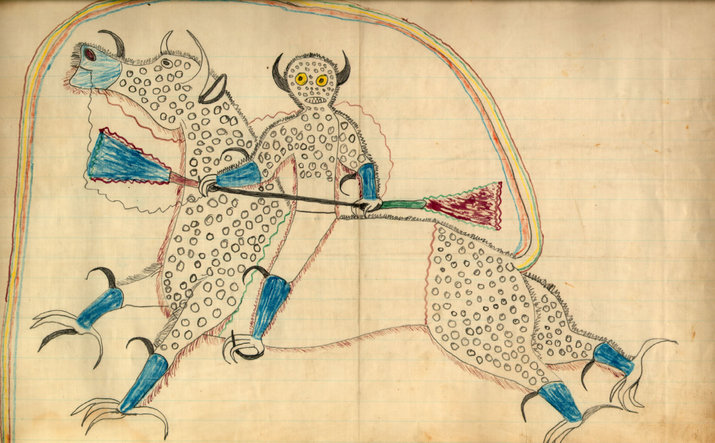
Black Hawks Darstellung eines Donnerwesens

Traditioneller Lakota-Gruppentanz (Zeichnung von Black Hawk)

Ledger Art ist die Bezeichnung für eine grafische Kunstrichtung von Prärie-Indianern, etwa zwischen 1865 und 1935. Es sind Zeichnungen und Malereien auf Papier mit Bleistift, Tinte, Buntstift oder Kreide, selten mit Wasserfarben koloriert. Der Name leitet sich von der englischen Bezeichnung für Konto-Bücher, den ledger books, ab. Für die Prärie-Indianer des 19. Jahrhunderts waren die Kontobücher der angloamerikanischen Siedler und der US-Army die erste und wichtigste Papierquelle. Es gibt indianische Künstler, die diese Kunstrichtung bis zum heutigen Tag pflegen.

## Historische Vorläufer
Ledger Art entwickelte sich aus der Malerei auf getrockneten Tierhäuten. Unter den Prärie-Indianern malten Frauen geometrische Designs und Männer gegenständliche Motive. Bemalt wurden oft Schilde, Tipis, Hemden, Leggins und Kleider. Häufigste Motive waren Heldentaten in Kriegen und auf der Jagd.:138

## Blütezeit

Young Cheyennes, David Pendleton Oakerhater

Die berühmtesten Künstler der Ledger Art waren indianische Kriegsgefangene im Fort Marion in St. Augustine, Florida. 1874 hatten Cheyenne-, Kiowa-, Comanche-, Arapaho- und Caddo-Krieger im Red-River-Krieg bzw. Buffalo-Krieg gegen die US-Army gekämpft, um die letzte freie Büffelherde in der Region zu verteidigen und so ihre Unabhängigkeit zu sichern.:12–14 Im rauen Winter von 1874 bis 1875 waren viele Stammeslager gezwungen, sich zu ergeben. Die Anführer wurden ins Gefängnis nach Fort Marion gebracht.:14 Von 1875 bis 1878 waren 71 Männer und eine Frau unter dem Kommando von Captain Richard Henry Pratt, der den Indianern Bildung in der weißen amerikanischen Kultur ermöglichte.:25 Er versorgte die Indianer auch mit Bleistiften, Tinte, Kreiden, Wasserfarben und Papier.
26 der Gefangenen beschäftigten sich mit Zeichnen und Malerei.:29 Einige der berühmtesten Künstler von Fort Marion waren: Paul Caryl Zotom (Kiowa), David Pendleton Oakerhater oder Making Medicine (Cheyenne), Tichtematse oder Squint Eyes (Cheyenne), Wohaw (Kiowa), Howling Wolf (Cheyenne), Etahdleuh Doanmoe (Kiowa), White Bear (Arapaho), Koba (Kiowa) und Bear’s Heart (Cheyenne). Tichtematse, Howling Wolf, White Bear und Koba zeichneten auch nach ihrer Entlassung aus dem Gefängnis.:110
Ein besonders bekannter Vertreter der Ledger Art war Black Hawk. Er zeichnete 76 farbige Grafiken über das Lakota-Leben sowie über seine spirituellen Visionen. Seine Zeichnungen gelten als vollständigste Sammlung von Lakota-Kunst in der frühen Reservationszeit und als einzigartige historische und kulturelle Dokumente.

## Heute
Zahlreiche Indianer-Künstler der Gegenwart produzieren Kunstwerke im Stil der Ledger Art. Dwayne Wilcox (Oglala Lakota) verwendet diesen Stil, um humorvolle Aspekte des gegenwärtigen Lebens der Lakota darzustellen. Arthur Amiotte (Oglala Lakota) nutzt Ledger Art auf seinen Collagen, wo er Texte, Fotografien, naturalistische Malerei und stilisierte Zeichnungen kombiniert.